# 次石墨

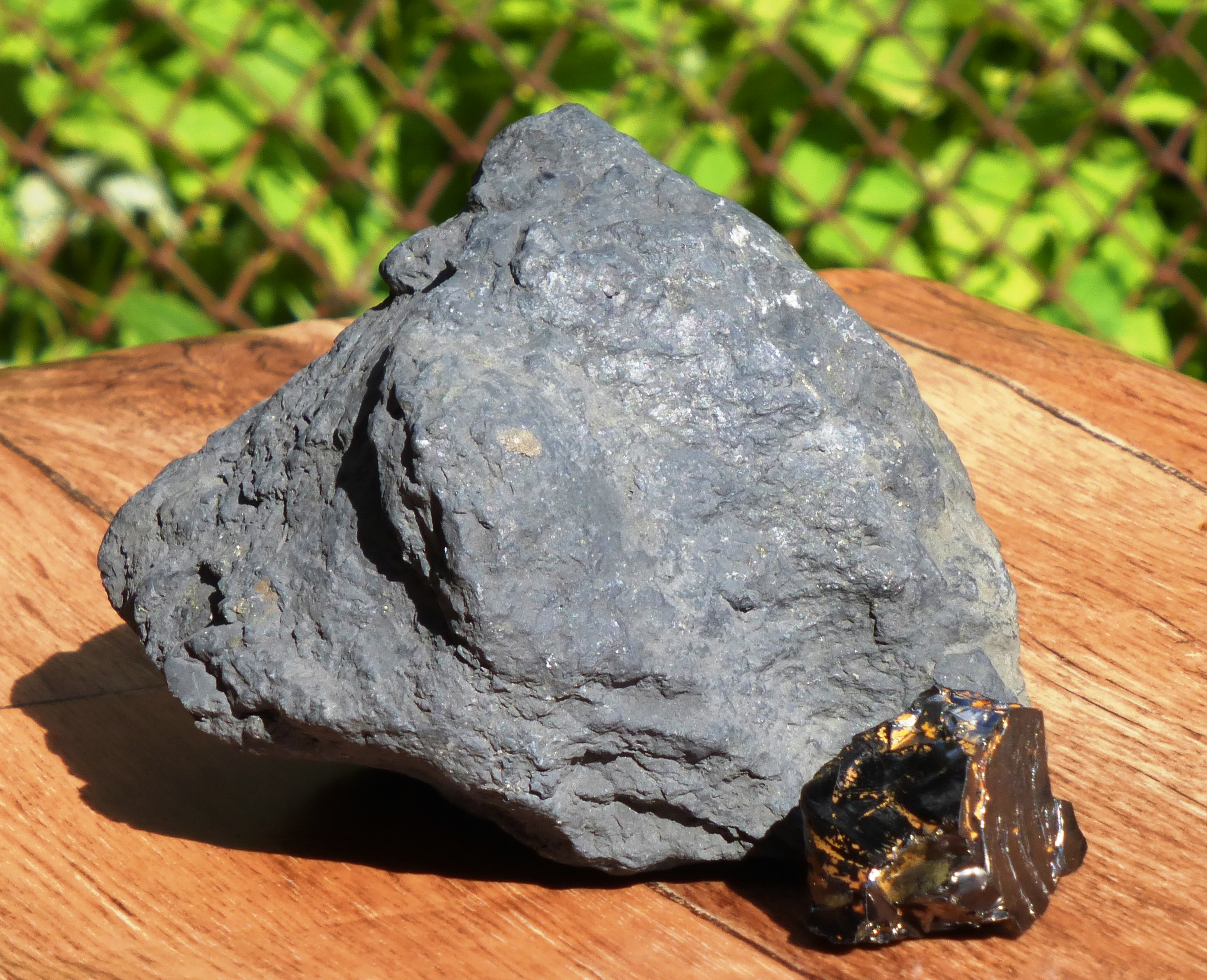
含有次石墨的岩石（左）和固態瀝青狀次石墨（右）

次石墨是一種多樣的前寒武紀變質岩，這些岩石中都含有焦沥青，要么指這些岩石內部的焦沥青。它最早是在俄羅斯卡累利阿Shunga村附近的一座礦床中被發現，並因此得名。次石墨最廣為人知的是在偽科學和偽醫療上主張的用途，聲稱它具有從模糊的健康益處到阻擋 5G 輻射等各種特性。

## 產生
次石墨主要產於俄羅斯。主要礦床位於卡累利阿Shunga附近的奧涅加湖地區Zazhoginskoye，另一處礦床位於Vozhmozero。在俄羅斯還報告了另外兩個規模更小的礦床，一個產生在堪察加半島的火山岩中，另一個位於車里雅賓斯克，由煤礦井的廢料在高溫下燃燒形成。在奧地利、印度、剛果民主共和國和哈薩克也有發現。

## 描述
「次石墨」（Shungite）一詞自 1879 年以來，含義已經發生巨大的演變。最初，它用於描述在其模式產地Shunga附近的礦脈中發現的一種含碳量超過98%的黑色物質。近年來，這個術語也被用來描述含有類似碳層的各種岩石，導致了一些混淆。在科學用語中，次石墨是指含碳量>98%的準礦物，並且作為母岩名稱的修飾詞，如「含次石墨白雲岩」。在通俗用語中，含有次石墨的岩石有時本身也被稱為次石墨。
次石墨主要以兩種形式存在：分散於母岩中或作為明顯經過遷移的物質。遷移型的次石墨是具有光澤的，被認為是遷移的碳氫化合物，其形態包括層狀次石墨，即與母岩層基本平行的夾層，以及脈狀次石墨，即呈現為切穿母岩的礦脈。此外，次石墨也可能以碎屑形式存在於較年輕的沉積岩中。

## 形成與結構

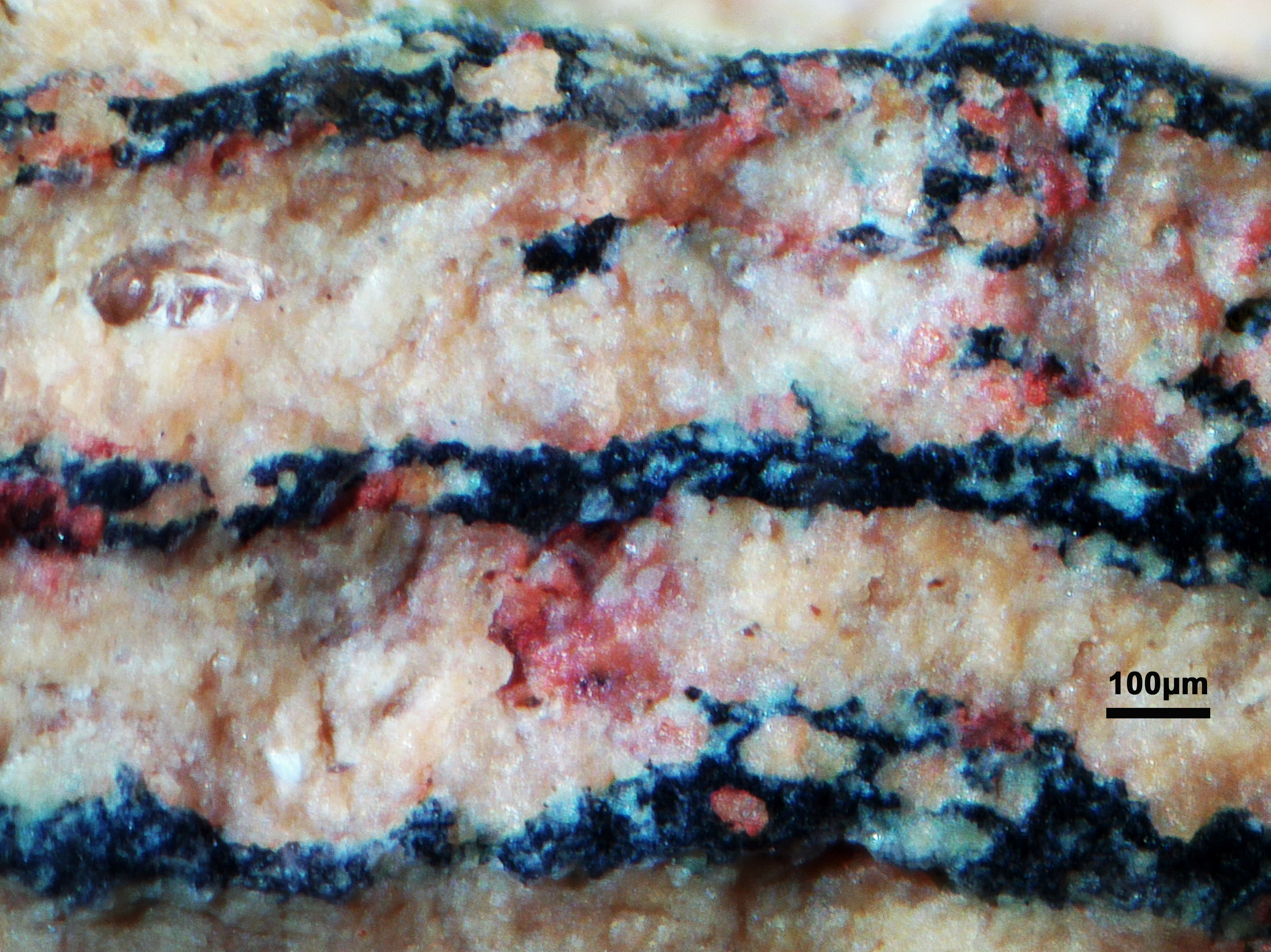
非洲中部加蓬Franceville盆地的叠層石中由次石墨構成的深色地層

歷史上，人們一直認為次石墨是非生物成因石油形成的例子，但現在已證實其生物起源。在淺水碳酸鹽岩陸架至非海洋蒸發岩環境中形成的礦床上方，直接發現了非遷移型次石墨地層。含有次石墨的部分被認為是在活躍張裂期間沉積而成，與其中發現的鹼性火山岩一致。富含有機物的沉積物很可能是沉積在潟湖中。碳的濃度顯示生態生產力的提升，可能是由於火山物質提供了大量營養物質。
保留沉積結構的含次石墨沉積構造解釋為變質烴源岩。一些蘑菇狀結構被解釋為可能的泥火山。層狀與脈狀的次石墨種類，以及填滿空洞並形成角礫岩基質的次石墨，可解釋為遷移的石油，現以變質瀝青的形式存在。固態瀝青次石墨主要為無定形的，但與許多碳沉積物類似，它含有微量碳的同素異形體，例如石墨烯片和富勒烯。

## 用途和偽科學主張
自18世紀中葉以來，次石墨就被用作油漆顏料，目前以「碳黑」或「次石墨天然黑」的名稱出售。1970年代，次石墨被用於生產一種名為Shungisite的絕緣材料。將低次石墨含量岩石加熱至1,090—1,130 °C（1,990—2,070 °F）製成，並用作低密度填料。次石墨建築技術方面亦有應用。富勒烯的存在使得次石墨作為天然儲藏引起了研究人員的興趣，儘管與其他富碳岩石相比，次石墨中富勒烯的含量並非獨一無二。
早在18世紀初，次石墨就一直被用於民間療法。彼得大帝在卡累利阿建立了俄羅斯第一個Spa中心，利用了次石墨據稱具有的淨水功效。他也提倡使用次石墨為俄羅斯軍隊提供純淨水。水晶療法的支持者和5G陰謀論者錯誤地聲稱，與任何具有類似電導率的材料相比，次石墨可以更有效地消除周圍的5G輻射。這些說法大多聚焦於次石墨中所含富勒烯的益處，但這些富勒烯的濃度為1-10 ppm。儘管據稱次石墨有益於健康，但它含有鉛、鎘等有毒重金屬，當用作替代醫學時，可能會對健康造成危害。